# Doraemon - The Movie: Il Regno delle Nuvole
Doraemon - The Movie: Il Regno delle Nuvole (ドラえもん のび太と雲の王国?, Doraemon -  Nobita to Kumo no Ōkoku, lett. Doraemon - Nobita e il Regno delle Nuvole) è un film d'animazione del 1992 diretto da Tsutomu Shibayama.
È il tredicesimo film tratto dalla serie Doraemon di Fujiko Fujio.

## Trama
Durante la lezione, Nobita domanda al maestro dove si trovi il paradiso. Viene però, deriso, e così cerca la prova che un luogo paradisiaco tra le nuvole esiste, ma Doraemon gli spiega che non esiste. Deluso dalla notizia, Nobita viene aiutato da Doraemon a creare il proprio Regno delle Nuvole. Il mondo celeste, però, è in collera con la Terra per il troppo inquinamento e così cercherà di distruggerla, ma Doraemon, Nobita, Gian, Suneo e Shizuka lo eviteranno.

## Colonna sonora

### Sigle
| Giappone | Giappone                               | Giappone       | Giappone |
| Tipo     | Titolo                                 | Cantante       |          |
| -------- | -------------------------------------- | -------------- | -------- |
| Opening  | Doraemon no uta (ドラえもんのうた?)    | Satoko Yamano  |          |
| Ending   | Kumo ga yuku no wa... (雲がゆくのは…?) | Tetsuya Takeda |          |

## Distribuzione
Il film è stato proiettato per la prima volta nelle sale cinematografiche giapponesi il 7 marzo 1992. In Italia, il film è stato trasmesso su Hiro il 21 dicembre 2009, su Boing il  28 luglio 2013 e su Boomerang nel luglio 2014. L'edizione italiana è curata da Ludovica Bonanome per Mediaset. Il doppiaggio è stato eseguito da Merak Film. I dialoghi italiani sono di Paolo Torrisi e Marina Attilo e la direzione del doppiaggio italiana è di Paolo Torrisi.